# CLAP Museum
Il CLAP Museum (acronimo di "Comics Lab Art Pescara") è un museo e laboratorio dedicato al fumetto, ideato dalla Fondazione Pescarabruzzo nel 2022; si trova in Via Nicola Fabrizi 194 a Pescara.

## Descrizione
Nasce nel 2022 per volere della Fondazione Pescarabruzzo, in omaggio agli storici fumettisti e disegnatori Andrea Pazienza e Tanino Liberatore; contiene una raccolta di lavori dei due artisti, e presso il museo ha sede anche un laboratorio che organizza corsi dedicati al fumetto; il museo si sviluppa su quattro piani ed al suo interno è anche dotato di bar, ristorante, bookshop e una sala video. È stato inaugurato l'8 dicembre 2022 alla presenza del critico d'arte e sottosegretario alla cultura Vittorio Sgarbi.

## Archivio d'Artista
L'Archivio d'Artista Sandro Visca è una sezione permanente del CLAP Museum, dedicata all'opera del maestro contemporaneo abruzzese Sandro Visca. Questo spazio celebra la carriera dell'artista, noto per il suo impegno etico e la profondità delle sue opere.
L'archivio è suddiviso in sei aree tematiche che coprono vari aspetti della produzione di Visca:
- Quadri: Una selezione di dipinti che illustrano l'evoluzione stilistica dell'artista.
- Sculture: Opere tridimensionali che esplorano diverse forme e materiali.
- Arazzi e disegni: Tessuti artistici e disegni che rivelano l'essenza delle idee più intime del Maestro.

Tra le opere iconiche presenti nell'archivio si trovano:
- Un Cuore Rosso sul Gran Sasso[9]: Una performance memorabile che esprime l’impegno di Visca per il territorio abruzzese.
- I Teatrini[10]: Raffinati scenari in miniatura che combinano elementi di favola e leggenda.
- Le Pupazze[11]: Figure iconiche che rappresentano l’interazione tra uomo e ambiente.
- Gli Arazzi Cuciti[12]: Opere che uniscono tradizione e innovazione artistica.

L'archivio è dotato di espositori originali e tecnologie avanzate, tra cui monitor, schermi, proiettori e touch screen, offrendo un'esperienza immersiva e interattiva. L'intero archivio è digitalizzato e accessibile su vari supporti.
Oltre alle opere d'arte, l'archivio ospita una raccolta bio-bibliografica di documenti, materiali digitali e una selezionata biblioteca storico-artistica sul contemporaneo, fornendo una risorsa preziosa per studiosi e appassionati.